# Reiner Wehle

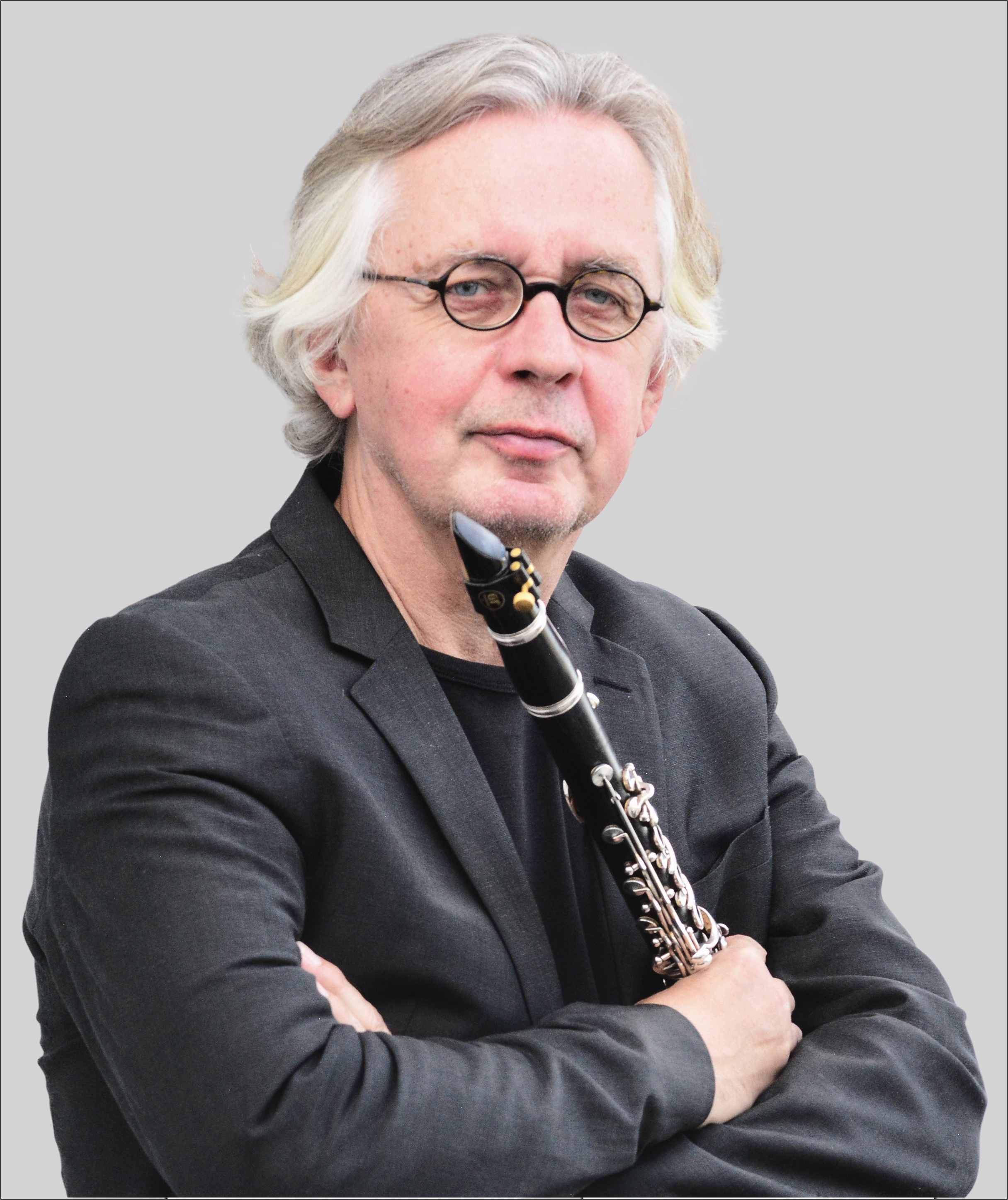
Reiner Wehle

Reiner Wehle (* 27. Mai 1954 in Kiel) ist ein deutscher Klarinettist und Autor; er war Professor an der Musikhochschule Lübeck.

## Leben
Wehle absolvierte seine Studien in Hannover bei Hans Deinzer und in Paris bei Guy Deplus. Nach Preisen bei den Wettbewerben „Jugend musiziert“ wurde er ins Bundesjugendorchester und später in die „Junge Deutsche Philharmonie“ aufgenommen. 1979 bis 1981 war er Teilnehmer der 23. und 24. Bundesauswahl Konzerte Junger Künstler.
Reiner Wehle gewann als Mitglied des Quintett Chalumeau Preise bei den internationalen Musikwettbewerben in Colmar und Martigny sowie beim ARD-Wettbewerb in München. Als Solist war er Preisträger in Prag und Toulon. 1979 gewann er den 1. Preis beim Deutschen Musikwettbewerb in Bonn.
Nach einer fünfjährigen Tätigkeit bei den Münchner Philharmonikern unter Sergiu Celibidache wurde Reiner Wehle 1985 Erster Soloklarinettist der Radio-Philharmonie Hannover des NDR. Daneben pflegt er eine Tätigkeit als Kammermusiker als Mitglied des Trio di Clarone, des Bläserensembles Sabine Meyer und des Ensembles Kontraste. Darüber hinaus konzertiert er im Duo mit der Pianistin Friederike Richter und als Partner verschiedener Streichquartette.
Wehle war Solist der Münchner Philharmoniker, des Deutschen Symphonieorchesters Berlin und der Radio-Philharmonie des NDR. Konzertreisen führten ihn u. a. nach Japan, Afrika, Südasien und in die GUS.
Reiner Wehle produzierte mehrere Tonträgern bei EMI-Classics, Thorofon, ambitus und Novalis. Zweimal erhielt er den „Echo-Preis“ für Aufnahmen des Jahres (1999 für die Kammermusikaufnahme des Jahres mit den Klarinettentrios von Brahms und Zemlinsky mit dem Ensemble Kontraste und im Jahr 2000 für die Einspielung moderner Bläserwerke des Bläserensemble Sabine Meyer).
Reiner Wehle unterrichtete auf Meisterkursen. Er ist Jurymitglied beim ARD-Wettbewerb und beim Deutschen Musikwettbewerb. Von 1993 bis zum Ende des Wintersemesters 2019/2020 teilte er sich an der Musikhochschule Lübeck mit seiner Frau Sabine Meyer eine Professorenstelle für Klarinette. Später wurden daraus 1½ Stellen, von denen Wehle eine Vollzeitstelle erhielt. Nach seiner Pensionierung wurde Jens Thoben, ehemaliger Schüler von Wehle, in Lübeck neuer Professor für Klarinette in Vollzeit, während Sabine Meyer bis Oktober 2022 weiterhin ihre halbe Professorenstelle bekleidete. Thoben ist seitdem alleiniger Professor für Klarinette in Lübeck.
Außer Jens Thoben gehören die israelische Klarinettistin Shelly Ezra, die ungarische Klarinettistin Boglarka Pecze und der russische ARD-Preisträger Sergey Eletskyi zu bekannten Schülern von Wehle.